# Paris-Roubaix de 1972
A 70.ª edição da Paris-Roubaix teve lugar a 16 de abril de 1972 e foi vencida em solitário pelo belga Roger De Vlaeminck.

## Classificação final
| Posição | Ciclista               | Equipa                 | Tempo      |
| ------- | ---------------------- | ---------------------- | ---------- |
| 1       | Roger de Vlaeminck     | Dreher                 | 7h 24' 05" |
| 2       | André Dierickx         | Flandria-Beaulieu      | + 1' 57"   |
| 3       | Barry Hoban            | Gan-Mercier-Hutchinson | + 2' 13"   |
| 4       | Willy Teirlinck        | Sonolor                | + 2' 34"   |
| 5       | Willy Van Malderghem   | Watney-Avia            | + 2' 36"   |
| 6       | Gustaaf Van Roosbroeck | Watney-Avia            | + 2' 39"   |
| 7       | Eddy Merckx            | Molteni                | m. t.      |
| 8       | Eddy Peelman           | Gan-Mercier-Hutchinson | m. t.      |
| 9       | Ole Ritter             | Dreher                 | m. t.      |
| 10      | Raymond Poulidor       | Gan-Mercier-Hutchinson | m. t.      |